# Amerila carneola
Amerila carneola là một loài bướm đêm thuộc phân họ Arctiinae, họ Erebidae.